# Dieter Troubleyn
Dieter Hubert Hilde Troubleyn (Borgerhout, 15 februari 1970) is een Belgisch (stem- en musical)acteur, zanger, schrijver en radio-dj.

## Acteur
Troubleyn speelde als acteur in televisieseries als Familie, Zone Stad, Pista, Spangen, Costa!, Rupel, Wittekerke, Witse, De Wet volgens Milo en Rozengeur & Wodka Lime. In het seizoen 2007-2008 speelde hij in de soapserie Onderweg naar Morgen de rol van Ravi Wertheimer. Als musicalacteur vertolkte hij de hoofdrol van Jezus in de productie Jesus Christ Superstar. Ook deed hij gastoptredens in televisieprogramma's als het Talpaprogramma De slimste waarin hij uiteindelijk derde werd. In 2007 deed hij mee aan de tweede serie van Dancing on Ice op RTL 4. Eind 2007 zong hij in de televisiehommage A La Longue aan de overleden zanger Robert Long. Troubleyn schrijft verder liedjes, columns en televisieformats.
In 2008 speelde hij in Aspe, Flikken en F.C. De Kampioenen en maakte hij opnames voor de Net5-reeks Julia's Tango in Buenos Aires. Hij vertolkte ook de hoofdrol in een aantal kortfilms zoals Deadline van Roland Javornik.
In het theaterseizoen 2008-2009 was Troubleyn in drie producties te zien. Zo gaf hij gestalte aan Dom Thaddeus in Kruistocht in Spijkerbroek van NJMT. Hij was verder vanaf eind november 2008 te zien in de musical Les Misérables als studentenleider Enjolras. In maart en april speelde hij de Dood in de Musichallversie van Elisabeth en was tevens understudy voor Lucheni. Aansluitend kroop hij in de huid van de Australische paleontoloog Huxley voor het wereldvermaarde arenaspektakel Walking with Dinosaurs.
In de Eén-reeks De Ridder vertolkte hij een van de terugkerende gastrollen (politierechter Janssens). In 2014 was hij te zien als Michel Basilevich in de VPRO-reeks over Johan Cruijff, in 2015 als Kevin Underwood in de Nederlandse versie van Danni Lowinski op Talpa.
Na hoofdrollen in de kortfilms Stoorzender (Sjoerd de Bont) en Motel Motel (Ellen J. Babeliowsky) volgen prijzen en vertoningen op Filmapalooza Hollywood, het Festival van Cannes, Bagdad, Toronto en een nominatie op het FFO.
De Vlaamse versie van de langstlopende theatercomedy ter wereld, Shear Madness, werd in 2015 hernomen wegens succes in het EWT. Net als het jaar voordien speelde Troubleyn de hoofdrol als inspecteur Janssens in 'De schaar erin'. Begin 2016 speelde hij Marc in KUNST van Yasmina Reza bij TAS, geregisseerd door Christophe Ameye.
Diezelfde regisseur rekruteerde Troubleyn datzelfde jaar weer voor de rol van Gaston in de arenaversie van Beauty & the Beast in Flanders Expo.
In 2017 gaf Troubleyn gestalte aan de Duitse Heinrich in de Nederlandse film Gek van Geluk van Johan Nijenhuis en speelde hij de blinde Alex in De Bonobo's bij het EWT.
2018 was voor Troubleyn weer een musicaljaar met eerst de rol van Father Walsh in Magdalena van The Singing Factory en van september 2018 tot en met december 2019 is hij Sam, een van de vaders in de musical Mamma Mia!, gespeeld in het Beatrix Theater in Utrecht voor Stage Entertainment.

## Muziek
Eind april 2011 bracht Troubleyn z'n eerste soloalbum uit. In de eerste persing kon je de cd exclusief kopen in een boek (met dezelfde titel) verpakt. Voorbij De Bierkaai is een Nederlandstalige cd, met eigen nummers, die Troubleyn componeerde met o.a. Olivier Adams van Praga Khan en Koen Buyse van Zornik. Er staat ook een cover op van Robert Longs "Kalverliefde", een remake van een van de Yasmine-hits die Troubleyn voor zijn jeugdliefje schreef, een hommage aan diezelfde zangeres en een duet met Babette van Veen. Schrijfster Kristien Hemmerechts verleende ook haar medewerking aan Overkant. De cd werd geproduceerd door Jo Cassiers. Onder meer drummer Norman Bonink van BLØF speelde mee op het album.
Troubleyn schreef verder liedjes (voor onder andere Niels William en Jacques Vermeire), columns en televisieformats (Soapband kerstspecial, Coastracing, CosmoClub).
Hij was achtereenvolgens de frontman van Troubles, de Soapband, The Royal Funkable Orchestra en de Belgische coverband Cirque Belge.
Dieter Troubleyn zong ook de titelsongs in voor de animatiereeksen Bob de Bouwer, Bibi & Tina, Bibi Blocksberg, Justin Time en Vipo. In 2012 zorgde hij voor de vertaling van de soundtrack van Het monster van Parijs, in 2014 leverde hij voor dezelfde producent (Udream) ook de Nederlandse bewerking van de liedjes in Jack en het Koekoekshart, en voor Disney de songvertaling en zangregie van The Book of Life.
In 2016 startte hij het live-dj-concept White Box op met DJ Gascar, Silvy De Bie (Sylver) en Tommy Rombouts. Daarnaast trok een hommage aan Neil Diamond langs verschillende HaFaBra-orkesten in Vlaanderen, onder de noemer Troubleyn, diamondsongs & seagulls. Troubleyn draaide zelf de begeleidende speelfilm met Ianthe Tavernier in de hoofdrol en z'n dochter Malena als de jongere versie van Ianthe. Sinds 2023 toert hij opnieuw met een gelijkaardige formule langs de harmonie-orkesten. ABBAharmonia heeft ook weer een begeleidende langspeelfilm op het achterdoek.

## Stemacteur
2018: Tad in Tad Jones 2 en het Geheim van Koning Midas, de regie en de vertaling voor beide Paddington films en alle drie delen van Dummie de mummie, Sterling in Cars 3, Wallace Eastman in Bigfoot junior, Scott in The Thunderbirds (Ketnet)... dat zijn de recentste dub-wapenfeiten van Dieter Troubleyn.
Als stemacteur verleende Troubleyn ook zijn stem aan Beer Jêrome in Zookeeper, Jimmy Tiensnaar in Superkapje, C3PO, Jabba, Chewbaka en R2D2 in Lego Star Wars, de Gekke Hoedenmaker in Alice in Wonderland en Rango in de gelijknamige film. Deze laatste animatiefilm werd door de producent uitgeroepen tot de best gedubde versie van de hele wereld.
Hij was ook stemacteur in de animatiefilms The Incredibles, Bee Movie, Horton, Garfield: A Tail of Two Kitties, Robots, Charlotte's Web, Theodore in Alvin & the Chipmunks, Jack Rover in Nims Island en King Julian in Madagascar. Voor televisie deed hij de papa in Miss BJ, Tony Flippo in Zoé Kézako, Dowee in Sally Bollywood en Iggy in Animalia, allemaal voor Ketnet. Sinds 2011 is hij ook de stem achter Haaz, een personage uit Walibi Belgium.
Op Ketnet verleende Troubleyn zijn stem dan weer aan Bart (Newt) in de BBC-animatiereeks Muddle Earth, waarvoor hij ook de titelsong vertaald heeft. Dat deed hij ook voor de reeks Vipo op vtmKzoom.
In 2013 gaf hij zijn stem aan het vliegtuigje Dusty Crophopper in Planes. In Frozen is hij dan weer de onfortuinlijke koning en ook in Free Birds en Sherman & Mr Peabody zal hij te horen zijn.
Voor Planes 2 gaf Troubleyn opnieuw zijn stem aan Dusty. In Violetta, een telenovelle van Disney Channel, was hij Matthias, in de animatiefilm De Kampioentjes slechterik Ronaldo en in Alvin & The Chipmunks 4 wederom Theodore. Datzelfde jaar vertaalde hij Paddington en regisseerde hij onder meer Bent Van Looy voor de Vlaamse dub. Van 2015 tot 2016 was hij de stem van Ulric in de animatieserie Glitter Force in de Vlaamse dub. In 2016 zong hij de Bob de Bouwer-titelsong in voor Ketnet, gaf stem aan Scott in de nieuwe versie van de Thunderbirds, was de vertelstem en Oom Vliegenier in Nijntje, Deuce in Pratende Poep en Sammy in Luna Petunia, allemaal voor dezelfde zender. Wat film betreft in 2016 was er eerst Clank in Ratchet & Clank en de stem voor Nick Wilde in Zootropolis. In de remake van Peter en de Draak sprak Troubleyn de stem in van Gavin, en zijn zoontje Julius leende zijn stem aan Peter als kleuter. Eind 2016 kwam de animatiefilm Ballerina in de bioscoop en daarin nam Troubleyn de stem van balletleraar Merante voor zijn rekening. In maart 2017 kwam de Disneyfilm Beauty and the Beast uit, waarvoor Troubleyn weer, na de musical, in de stem van Gaston kroop. In 2022 sprak Troubleyn de Nederlandse/Vlaamse stem in Monterey Jack voor de film Chip 'n Dale: Rescue Rangers en kwam er ook een derde Tad Jones-film: De Magische Smaragd.
Voor de film Peter Pan & Wendy uit 2023 vertolkte Troubleyn de stem van Captain Hook (oorspronkelijke stem: Jude Law). Ook zijn dochter Malena en zoon Julius deden stemmen in deze Disneyfilm.

## Boek
Het boek (Standaard Uitgeverij) verhaalt de levensloop van Troubleyn tot nog toe.

## Radio
Troubleyn is van oorsprong een radio-dj en werkte achtereenvolgens voor Radio Ace, Metropolys, Radio 2 (acht jaar), twee jaar Be One (twee jaar) en bij Nostalgie (drie jaar).
In 2020 was Dieter Troubleyn enige tijd actief bij BNL en sinds 1 oktober presenteert hij op weekdagen het programma Early Birds op FM Goud Maasland.

## Privé
Hij is getrouwd en heeft drie kinderen.

## Discografie

### Albums
| Album met eventuele hitnotering(en) in de Nederlandse Album Top 100 | Datum van verschijnen | Datum van binnenkomst | Hoogste positie | Aantal weken | Opmerkingen |
| ------------------------------------------------------------------- | --------------------- | --------------------- | --------------- | ------------ | ----------- |
| Voorbij de bierkaai                                                 | 2011                  | -                     |                 |              |             |

### Singles
| Single met hitnotering(en) in de Vlaamse Ultratop 50 | Datum van verschijnen | Datum van binnenkomst | Hoogste positie | Aantal weken | Opmerkingen              |
| ---------------------------------------------------- | --------------------- | --------------------- | --------------- | ------------ | ------------------------ |
| Overkant                                             | 27-02-2012            | 03-03-2012            | tip79           | -            | met Kristien Hemmerechts |